# Preporod – islamske informativne novine
Islamske informativne novine – Preporod, informativno je glasilo Islamske zajednice u Bosni i Hercegovini.

## Povijest
Preporod je počeo izlaziti 1970. godine u Sarajevu. Izdavač je Rijaset Islamske zajednice u Bosni i Hercegovini, a izlazi dva puta mjesečno i distribuira se na području Islamske zajednice u Bosni i Hercegovini, ali i u inozemstvu. List pokušava javnosti ponuditi sve pojedinosti vezane za rad organa i ustanova Islamske zajednice, čelnih ljudi, dati obavještenja o događanjima u džematima, medžlisima, muftijstvima, mešihatima, aktualnostima između muslimana, informirati o značajnim pitanjima za islam i muslimane, te pružiti informacije o aktualnostima iz islamskog svijeta.

## Vanjske poveznice
- Preporod